# CM-VI-2
El CM-VI-2 es un Camino Municipal que une las localidades de Picones y Valderrodrigo. 
Une estas dos localidades y circunvala por el este la localidad de Encinasola de los Comendadores.

## Recorrido
El camino vecinal CM-VI-2 tiene su origen en Picones en el encuentro con la carretera CM-128, y termina en la intersección con la carretera DSA-560 en Valderrodrigo.
| Picones (Continuación por ) - Valderrodrigo (Intersección con ) | Picones (Continuación por ) - Valderrodrigo (Intersección con ) | Picones (Continuación por ) - Valderrodrigo (Intersección con ) | Picones (Continuación por ) - Valderrodrigo (Intersección con ) | Picones (Continuación por ) - Valderrodrigo (Intersección con ) | Picones (Continuación por ) - Valderrodrigo (Intersección con ) | Picones (Continuación por ) - Valderrodrigo (Intersección con ) | Picones (Continuación por ) - Valderrodrigo (Intersección con ) | Picones (Continuación por ) - Valderrodrigo (Intersección con ) | Picones (Continuación por ) - Valderrodrigo (Intersección con ) | Picones (Continuación por ) - Valderrodrigo (Intersección con ) |
| Esquema                                                         | PK                                                              | Sentido Valderrodrigo                                           | Sentido Valderrodrigo                                           | Sentido Valderrodrigo                                           | Sentido Valderrodrigo                                           | Sentido Picones                                                 | Sentido Picones                                                 | Sentido Picones                                                 | Sentido Picones                                                 | Notas                                                           |
| Esquema                                                         | PK                                                              | Velocidad                                                       | Elemento                                                        | Salida                                                          | Salida                                                          | Salida                                                          | Salida                                                          | Elemento                                                        | Velocidad                                                       | Notas                                                           |
| Esquema                                                         | PK                                                              | Velocidad                                                       | Elemento                                                        | Dir.                                                            | Nombre                                                          | Nombre                                                          | Dir.                                                            | Elemento                                                        | Velocidad                                                       | Notas                                                           |
| --------------------------------------------------------------- | --------------------------------------------------------------- | --------------------------------------------------------------- | --------------------------------------------------------------- | --------------------------------------------------------------- | --------------------------------------------------------------- | --------------------------------------------------------------- | --------------------------------------------------------------- | --------------------------------------------------------------- | --------------------------------------------------------------- | --------------------------------------------------------------- |
|                                                                 | 0,0                                                             |                                                                 |                                                                 | Cerralbo                                                        | Cerralbo                                                        | Cerralbo                                                        | Cerralbo                                                        |                                                                 |                                                                 |                                                                 |
|                                                                 | 0,3                                                             |                                                                 |                                                                 | PICONES                                                         | PICONES                                                         | PICONES                                                         | PICONES                                                         |                                                                 |                                                                 |                                                                 |
|                                                                 | 3,2                                                             |                                                                 |                                                                 | Encinasola de los Comendadores (Sur)                            | Encinasola de los Comendadores (Sur)                            | Encinasola de los Comendadores (Sur)                            | Encinasola de los Comendadores (Sur)                            |                                                                 |                                                                 |                                                                 |
|                                                                 | 3,8                                                             |                                                                 |                                                                 |                                                                 | Guadramiro                                                      | Guadramiro                                                      |                                                                 |                                                                 |                                                                 |                                                                 |
|                                                                 | 3,8                                                             | Encinasola de los Comendadores (centro)                         |                                                                 |                                                                 |                                                                 |                                                                 |                                                                 |                                                                 |                                                                 |                                                                 |
|                                                                 | 3,9                                                             |                                                                 |                                                                 |                                                                 | Guadramiro                                                      | Guadramiro                                                      |                                                                 |                                                                 |                                                                 |                                                                 |
|                                                                 | 3,9                                                             | Encinasola de los Comendadores Villasbuenas                     |                                                                 |                                                                 |                                                                 |                                                                 |                                                                 |                                                                 |                                                                 |                                                                 |
|                                                                 | 4,6                                                             |                                                                 |                                                                 | Encinasola de los Comendadores (norte)                          | Encinasola de los Comendadores (norte)                          | Encinasola de los Comendadores (norte)                          | Encinasola de los Comendadores (norte)                          |                                                                 |                                                                 |                                                                 |
|                                                                 | 6,7                                                             |                                                                 | Término municipal de Valderrodrigo                              | Término municipal de Valderrodrigo                              | Término municipal de Valderrodrigo                              | Término municipal de Encinasola de los Comendadores             | Término municipal de Encinasola de los Comendadores             | Término municipal de Encinasola de los Comendadores             |                                                                 |                                                                 |
|                                                                 | 8,2                                                             |                                                                 |                                                                 | VALDERRODRIGO                                                   | VALDERRODRIGO                                                   | VALDERRODRIGO                                                   | VALDERRODRIGO                                                   |                                                                 |                                                                 |                                                                 |
|                                                                 | 8,250                                                           |                                                                 |                                                                 | Vitigudino                                                      | Vitigudino                                                      | Vitigudino                                                      |                                                                 |                                                                 |                                                                 |                                                                 |
| El Milano Mieza                                                 | 8,250                                                           |                                                                 |                                                                 |                                                                 |                                                                 |                                                                 |                                                                 |                                                                 |                                                                 |                                                                 |